# Трамбле-ан-Франс
Трамбле-ан-Франс (фр. Tremblay-en-France) — коммуна во Франции, находится в регионе Иль-де-Франс, департамент Сен-Сен-Дени. Латинское название местности было Tremuletum. В 1793 году Трамбле получил статус коммуны, а в 1801 году — право на самоуправление. В 1887 году он был переименован в Tremblay-lès-Gonesse. С 1989 года город называется Трамбле-ан-Франс. Это решение было принято после опроса населения.